# 도구적 가치와 본래적 가치
도구적 가치와 본래적 가치(instrumental and intrinsic value)는 윤리학에서 무엇을 얻기 위한 "수단"을 가지느냐 아니냐에 따라 구별되는 가치이다. 특정한 것을 얻기 위해 무언가 도움이 된다면 도구적 가치가 있다고 가정되며, 반대로 본래적 가치는 그 자체가 의미가 있어 추구되는 가치로 이해된다. 망치, 세탁기와 같은 도구는 도구적 가치가 있다고 이야기되는데 그 이유는 못을 박거나 옷을 깨끗이 하기 위해 도움을 주기 때문이다. 행복과 즐거움은 보통 본래적 가치로 인식되는데 잠재적 도구 가치와 무관하게 추구되는 가치이기 때문이다.

## 같이 보기
- 결과주의
- 도구주의
- 자연종